# 2016-os atmei terrortámadás
2016. augusztus 15-én az atmei határállomásnál egy szír felkelőkkel teli kereszteződésben egy öngyilkos robbantás 40 szíriai felkelőt és több polgári lakost megölt, valamint a jelentések szerint megsebesített 2 török katonát. A támadást az Iraki és Levantei Iszlám Állam vállalta magára, mely azt állította, a Faylaq al-Sham és a Harakat Nour al-Din al-Zenki felkelői voltak a célpontok. A Nour al-Din al-Zenki csoportból nagyjából 32 halott katona került ki.

## A támadás
Egy nagy számú szíriai felkelőt szállító buszt megsemmisítettek a célzott támadásban, melynek során 40 ember meghalt, 50 pedig megsebesült. A Szabad Szíriai Hadsereg mozgósítani akarta tagjait a 2016-os aleppói hadjárathoz, hogy Szíria Hadserege vagy az Iszlám Állam ellen harcoljanak.